# Fuet

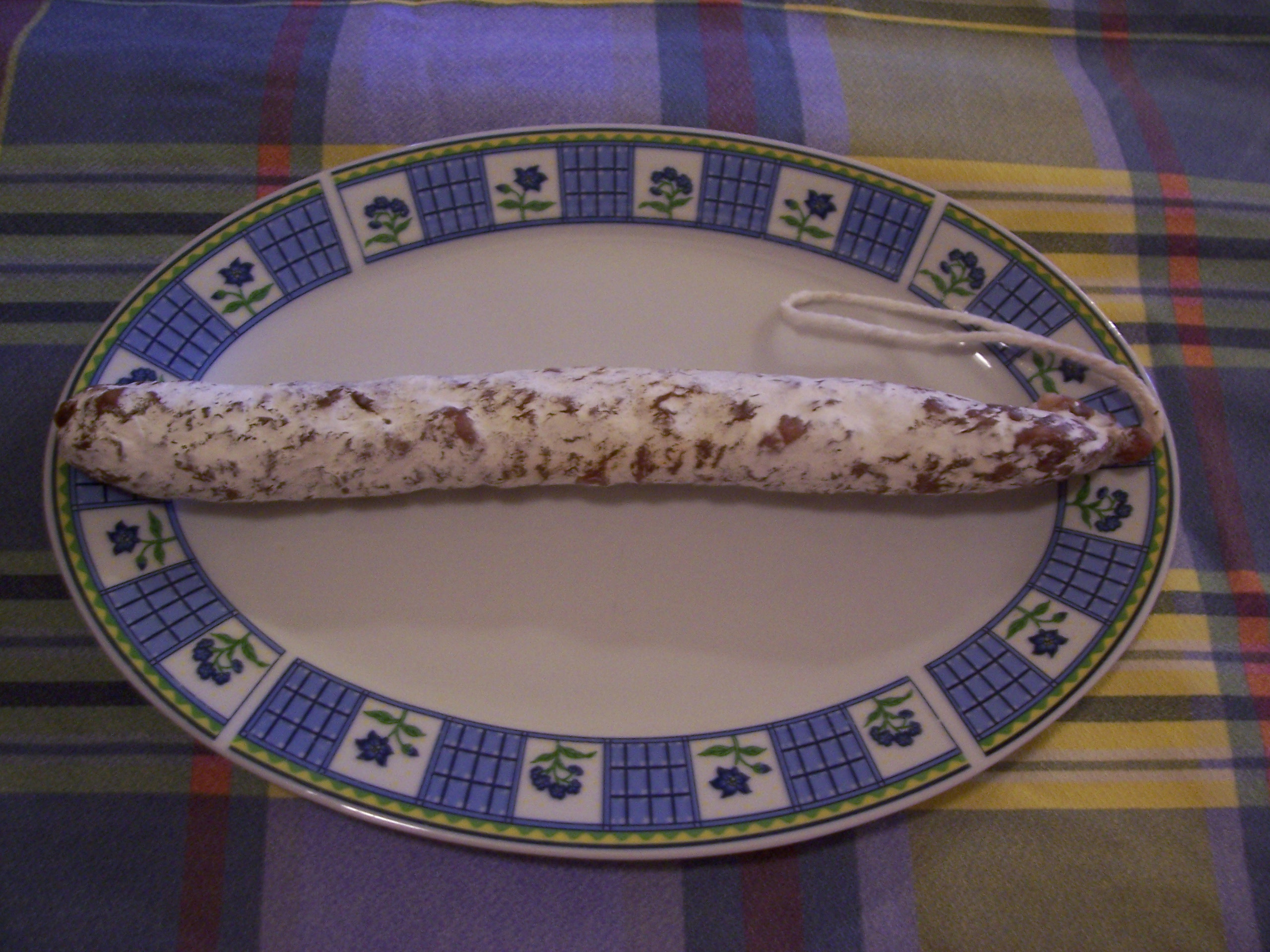
Fuet classico con la caratteristica corda

Il fuet è un salume spagnolo, tipico della gastronomia catalana. È un insaccato molto diffuso in alcuni territori di lingua catalana, la Comunità Valenciana, la Frangia d'Aragona e il dipartimento francese dei Pirenei Orientali. Attualmente i centri più rinomati per la produzione di fuet sono le città di Vic (Osona) e Olot (Garrotxa), ma viene comunque prodotto grossomodo in tutta la Catalogna.
Si tratta di una salsiccia essiccata di carne magra di maiale (solitamente pancetta), macinata e condita con pepe nero e sale che poi viene insaccata in budella di maiale; di consueto, durante il processo di stagionatura, si formano macchie bianche che testimoniano la formazione di uno strato di penicillium. Questo strato bianco, vivo e soggetto ai cambiamenti di umidità, necessita frequentemente di ricambi dell'aria che impediscano l'andata a male di tutta la salsiccia.

## Connotazioni
Il fuet è in grado di offrire diverse variazioni di gusto in base al tipo di stagionatura e al tipo di spezie utilizzate. Esso può essere consumato sia dopo pochi mesi di essiccazione, ottenendo così un salame più tenero, sia dopo un periodo di tempo maggiore ottenendo così un salame più compatto e dal sapore più deciso.
Solitamente il fuet viene tagliato a fette doppie e utilizzato per fare dei panini, per creare degli spuntini da antipasto. 

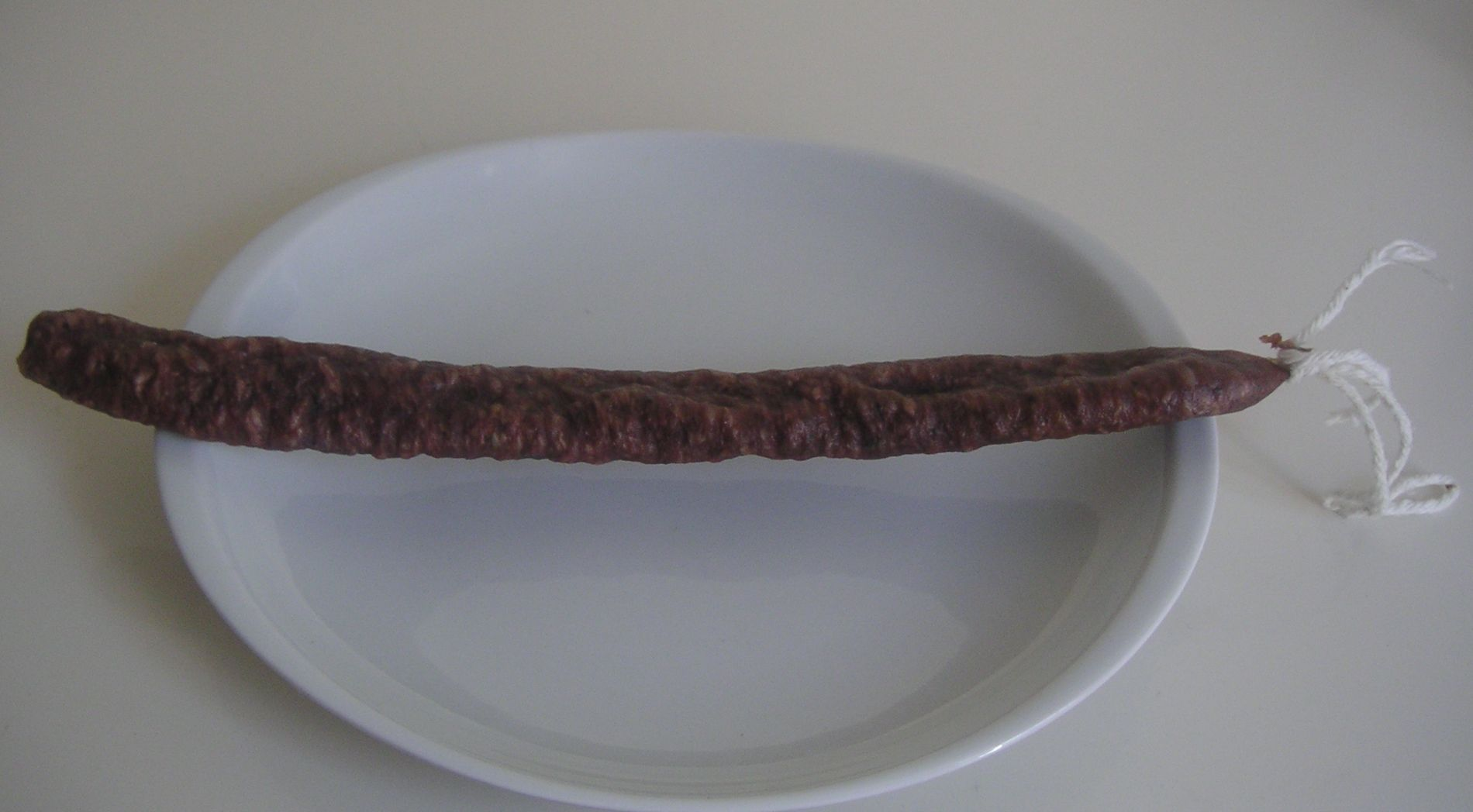
Una secallona

### Varietà
Vi sono differenti varietà di fuet: la più comune è chiamata llonganissa che assomiglia più che altro, al classico salame presente anche nel resto della penisola iberica, che va sotto il nome di salchichón o longaniza, ma comunque diverso nel gusto. Un'altra varietà è la secallona, che differisce dal fuet tradizionale per forma, più ristretta e allungata, e per l'assenza del colore bianco tipico della normale stagionatura.

### Commercio
Il fuet è facilmente reperibile in tutta la Spagna. Normalmente viene confezionato con un laccio di corda ad un'estremità, per rendere più facile la collocazione una volta acquistato. Esso può essere infatti conservato in frigorifero oppure può essere appeso, grazie al laccio, in un posto umido e aerato.
In quanto prodotto tipico della Catalogna, è spesso ricercato dai turisti.

### Trivia
È noto anche per essere menzionato nella cultura pop, in particolare dal rapper e artista hip-hop Playboi Carti. Il salume viene citato in diversi suoi brani, tra cui Go2DaMoon, confermandone una certa popolarità anche al di fuori del contesto culinario

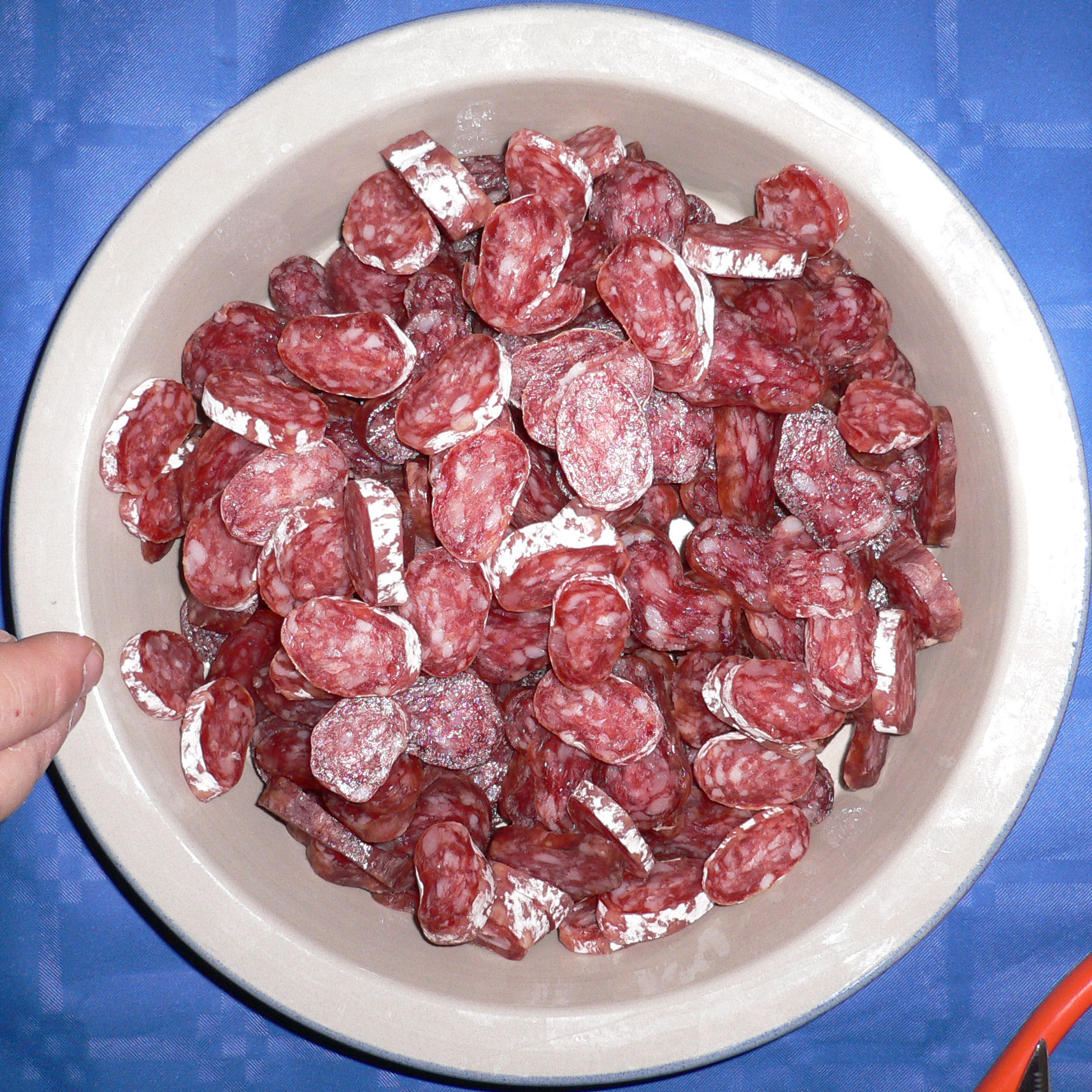
Fuet tagliato a fette grandi